# Psaliodes conimaculata
Psaliodes conimaculata là một loài bướm đêm trong họ Geometridae.